# جاك راسيل (لاعب كرة قاعدة)
جاك راسيل (بالإنجليزية: Jack Russell) هو لاعب كرة قاعدة أمريكي، ولد في 24 أكتوبر 1905 في باريس في الولايات المتحدة، وتوفي في 3 نوفمبر 1990 في كليرواتر في الولايات المتحدة.

## وصلات خارجية
- جاك راسيل على موقع دوري كرة القاعدة الرئيسي (الإنجليزية)
- جاك راسيل على موقعبيزبول رفرنس.كوم (الدوري الرئيسي) (الإنجليزية)
- جاك راسيل على موقعبيزبول رفرنس.كوم (الدوري الثانوي) (الإنجليزية)